# Вејл (Ајова)
Вејл (енгл. Vail) град је у америчкој савезној држави Ајова. По попису становништва из 2010. у њему је живело 436 становника.

## Демографија
Према попису становништва из 2010. у граду је живело 436 становника, што је -16 (-3.5%) становника више него 2000. године.
| Група             | 2000.       | 2010.       |
| Белци             | 439 (97,1%) | 372 (85,3%) |
| Афроамериканци    | 4 (0,9%)    | 3 (0,7%)    |
| Азијати           | 1 (0,2%)    | 0 (0,0%)    |
| Хиспаноамериканци | 8 (1,8%)    | 54 (12,4%)  |
| Укупно            | 452         | 436         |